# Diphylax urceolata
Diphylax urceolata là một loài thực vật có hoa trong họ Lan. Loài này được (C.B.Clarke) Hook.f. mô tả khoa học đầu tiên năm 1889.